# مطالعات مردان
مطالعات مردان یک حوزه میان‌رشته‌ای دانشگاهی است که به موضوعات مربوط به مردان، مردانگی، جنسیت، فرهنگ، سیاست و تمایلات جنسی اختصاص دارد. این رشته به‌طور دانشگاهی به بررسی معنای مرد بودن در جوامع معاصر می‌پردازد.

## تاریخچه
جامعه شناسان و روانشناسان کشورهای نوردیک پیشگامان اولیه مطالعات مردان به عنوان یک زمینه تحقیقاتی بودند.
در کشورهای انگلیسی زبان، مطالعات مردان عمدتاً در واکنش به جنبش حقوق مردان شکل گرفت و به این ترتیب، تنها از دهه ۱۹۷۰ میلادی در محیط‌های دانشگاهی تدریس می‌شد.
برخلاف رشته روان‌شناسی مردانه، برنامه‌ها و دوره‌های مطالعات مردان اغلب شامل بحث‌های معاصر دربارهٔ حقوق مردان، نظریه فمینیستی، نظریه کوئیر، مادرسالاری، پدرسالاری و مسائل ساختاری جامعه می‌شود.